# 水野達夫 (政治家)
水野 達夫（みずの たつお、1963年2月14日 - ）は、日本の政治家。富山県滑川市長（1期）。元滑川市議会議員（3期）。

## 来歴
富山県滑川市山王町に生まれる。滑川市立田中小学校、滑川市立滑川中学校、富山県立滑川高等学校を経て、1986年新潟大学工学部土木工学科卒。卒業後は民間会社に就職し、その後滑川市役所に入職する。土木課、県道路課、下水道課、都市開発課、まちづくり課に勤務。
2009年、市役所を退職、同年11月の滑川市議会議員に初当選。3期連続当選し、産業建設委員長、副議長を歴任する。社民党の県副幹事長を務める
2017年12月26日、社民党を離党。12月27日、任期満了に伴う滑川市長選挙に立候補する意向を表明。
2018年2月4日に行われた市長選挙で現職の
上田昌孝に小差で敗れ落選。
※当日有権者数：27,666人 最終投票率：55.12%（前回比：-9.58pts）
| 候補者名 | 年齢 | 所属党派 | 新旧別 | 得票数  | 得票率 | 推薦・支持 |
| -------- | ---- | -------- | ------ | ------- | ------ | ---------- |
| 上田昌孝 | 74   | 無所属   | 現     | 7,749票 | 51.25% |            |
| 水野達夫 | 54   | 無所属   | 新     | 7,371票 | 48.75% |            |

2021年10月11日、任期満了に伴う市長選挙に再挑戦する意向を正式に表明。告示が迫った2022年1月中旬、世界平和統一家庭連合（旧統一教会）の関連団体「富山県平和大使協議会」は水野に接触。教団の選挙応援を受けることとなった。30日、市長選挙が告示。水野と現職の上田の2人が立候補。自民党滑川市連は水野を推薦したが、自民党市議9人のうち、開田晃江、竹原正人、青山幸生の3人は上田を支持したため、保守分裂選挙となった。公明党県本部は自主投票とした。2月6日に投票が行われ、上田を破り初当選を果たした。
※当日有権者数：27,505人 最終投票率：55.53%（前回比：+0.41pts）
| 候補者名 | 年齢 | 所属党派 | 新旧別 | 得票数  | 得票率 | 推薦・支持             |
| -------- | ---- | -------- | ------ | ------- | ------ | ---------------------- |
| 水野達夫 | 58   | 無所属   | 新     | 8,432票 | 55.65% | （推薦）自民党滑川市連 |
| 上田昌孝 | 78   | 無所属   | 現     | 6,719票 | 44.35% |                        |

## 人物・市政

### 統一教会との関係
- 2022年1月中旬、世界平和統一家庭連合（旧統一教会）の関連団体「富山県平和大使協議会」から依頼を受け、教団の施設に赴き、市長選に向けた演説を行った[4]。
- 2022年2月6日執行の市長選で水野は「富山県平和大使協議会」の支援を受け、初当選を果たした[4]。同年2月27日、富山県平和大使協議会は富山県民会館で総会を開催。統一教会信者とされる愛知県碧南市長の禰冝田政信[8][9][10]が記念講演を行ったこの総会に来賓として出席し、選挙応援を受けたお礼の挨拶をした[4][11]。
- 2022年8月10日の会見では、統一教会との関係について「今後については一度立ち止まって考えていきたい」と述べたが[4]、8月31日、チューリップテレビの取材に対し「今後は関係を絶つことにした」と明言した[12]。

### その他
- 2022年6月6日、市民サービスなどのデジタル化を図るため、DX推進本部を設置。本部長に就任した。また同日、会見を開き、市の将来ビジョンを検討する「まちづくり共創会議」を設置すると発表した[13]。

- 2024年1月13日、滑川市内で行われた能登半島地震の被災地支援ボランティアで石川県鳳珠郡能登町での炊き出しに使うネギを切る作業を行っていたが、その様子を関係者がSNSに投稿したところ「政治家の現場視察の手本だ」と大きな反響が寄せられた。水野市長は「普段からイベントがあれば顔を出して、市民の方々と対話を大事にしてきました。困っている方々が被災地にいるので、今できることをしたまでです」とコメントしている[14]。